# Andreas Aebi
Pour les articles homonymes, voir Aebi.
Andreas Aebi, né le 26 novembre 1958 à Berthoud (originaire de Wynigen), est un homme politique suisse, membre de l'Union démocratique du centre (UDC). Il est député du canton de Berne au Conseil national depuis décembre 2007.

## Biographie
Andreas Aebi naît le 26 novembre 1958 à Berthoud. Il est originaire d'une autre commune du canton de Berne, Wynigen.
Après son école obligatoire, il fait de 1973 et 1975 deux années d'apprentissage agricole à Cuarnens et Ballmoos, puis obtient en 1976 un diplôme d'une école de commerce. Après un stage au Québec en 1977, il obtient en 1979 son certificat fédéral d'agriculteur. Il exploite sa propre ferme de 1984 à 2020.
Il travaille aussi comme commissaire-priseur depuis 1996 et possède une agence de voyages,,. Il a visité de nombreuses régions du monde comme guide touristique. Il préside en 2013 le comité d'organisation de la Fête fédérale de lutte et des jeux alpestres organisée à Berthoud.
Passionné d'ornithologie, il a le grade de major à l'armée.
Marié depuis 1985 à Thea Aebi-Keller, il est père de trois enfants,.

## Parcours politique
Il est président de la commune d'Alchenstorf de 1998 à 2008.
Il représente le canton de Berne au Conseil national depuis le 3 décembre 2007. Réélu en 2015 et 2019, il obtient à chaque fois d'excellents résultats. Il est membre de la Commission de politique extérieure (CPE), qu'il préside de décembre 2011 à novembre 2013, et de la délégation auprès de l'Assemblée parlementaire de l'Organisation pour la sécurité et la coopération en Europe, qu'il préside de janvier 2014 à décembre 2015.
Désigné le 17 novembre 2008 par l'UDC bernoise pour succéder au conseiller fédéral Samuel Schmid, il retire quelques jours plus tard sa candidature au profit d'Adrian Amstutz lors de la réunion de son groupe parlementaire, qui retient finalement Ueli Maurer et Christoph Blocher sur le ticket officiel.
Le 30 novembre 2020, il est élu à la présidence du Conseil national par 178 voix pour 189 bulletins valables. Son accession à ce poste est due à la non-réélection de Heinz Brand au Conseil national lors des élections fédérales de 2019 : c'est en effet celui-ci qui avait été désigné  candidat en 2018 à la deuxième vice-présidence du conseil par le groupe UDC.
Arrivé à la limite des seize ans de mandat fixée par la section bernoise de l'UDC, il annonce en septembre 2022 ne pas vouloir solliciter une dérogation pour les élections fédérales d'octobre 2023.

### Positionnement politique
Andreas Aebi est un modéré, situé à la gauche de son parti. Il représente l'aile historique bernoise de l'UDC.